# Новоалександровський (Куйбишевський район)
Новоалександровський (рос. Новоалександровский) — хутір у Куйбишевському районі Ростовської області Росії. Входить до складу Куйбишевського сільського поселення.

## Географія
Географічні координати: 47°48' пн. ш. 38°47' сх. д. Часовий пояс — UTC+4.
Хутір Новоалександровський розташований на південному схилі Донецького кряжу. Відстань до районного центру, села Куйбишева, становить 11 км.

### Урбаноніми
- вулиці — Миру[2].

## Населення
За даними перепису населення 2010 року на території хутора проживала 1 особа.